# Panem et circenses

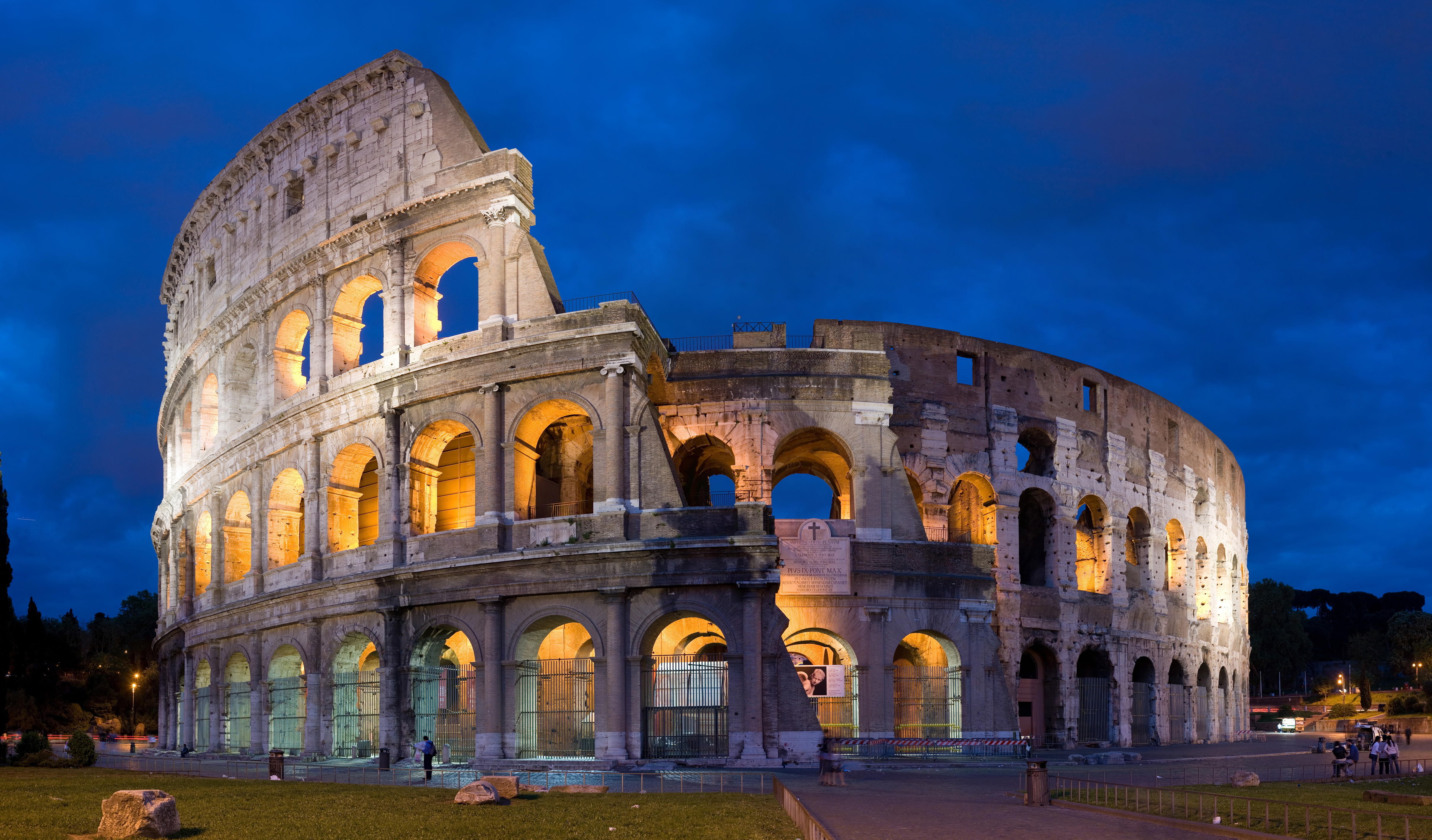
El Colosseu a la ciutat de Roma era un lloc per als espectacles que els governants romans oferien al poble.

Panem et circenses (Pa i circ) (literalment, pa i jocs del circ) és una locució llatina pejorativa d'ús actual que descriu la pràctica d'un govern que per mantenir tranquil·la la població o per ocultar fets controvertits proveeix les masses d'aliment i entreteniment de baixa qualitat i amb criteris assistencials.
Gramaticalment, està formada per l'acusatiu de panis, -is (pa) i l'acusatiu de circensis, -e (circense).

## Origen
La frase fou creada el segle i pel poeta romà Juvenal i es troba a la seva Sàtira (10 81).
En el seu origen descrivia el costum dels emperadors romans de regalar blat i entrades per al circ (curses de carretes i altres) per tal de mantenir el poble distret de la política.
Juli Cèsar manava distribuir blat gratuïtament, o vendre'l molt barat, als més pobres, cosa que afectava unes dues-centes mil persones. Tres segles més tard Marc Aureli seguiria amb aquest costum i repartiria de franc dos pans cada dia a unes tres-centes mil persones.

## Frases de sentit equivalent
La frase descriu de manera despectiva l'acció política que alguns grups poderosos fan per entretenir el poble amb jocs inofensius per tal de desviar l'atenció de la vida política reservada a les elits. Equival actualment a l'expressió pan y toros en castellà i també s'usa pa i futbol. En rus es diu хлеба и зрели (pa i espectacle). Però ja a Nàpols durant el període borbònic s'emprava l'expressió Feste, farina e forca per definir els entreteniments que s'oferien al populatxo.

## Ús en diversos idiomes
És interessant veure com la frase, malgrat haver sorgit del llatí, s'ha traduït a diversos idiomes moderns. Heus ací alguns exemples:
- Alemany: Brot und Spiele
- Anglès: Bread and circuses
- Castellà: Pan y circo
- Català: Pa i circ
- Finès: Leipää ja sirkushuveja
- Francès: Du pain et des jeux
- Gallec: Pan e circo
- Italià: Pane e circo
- Luxemburguès: Brout a Spiller
- Portuguès: Pão e circo
- Suec: Bröd och skådespel